# テンダリー (ジョージ・ベンソンのアルバム)
| 専門評論家によるレビュー | 専門評論家によるレビュー |
| レビュー・スコア         | レビュー・スコア         |
| 出典                     | 評価                     |
| ------------------------ | ------------------------ |
| AllMusic                 | [ 2 ]                    |

『テンダリー』 (Tenderly) は、ジョージ・ベンソンが1989年に発表したスタジオ・アルバムで、長年の共同作業者であるベテラン音楽プロデューサー、トミー・リピューマがプロデュースにあたった。

## 評価
オールミュージック (AllMusic) のレビューでリチャード・S・ギネル (Richard S. Ginell) は、このアルバムについて、「上品なコンテンポラリーの素材を求めた無益な探索をあきらめ、装備を取り替えて、最上級のジャズ・ミュージシャンたちと古いスタンダード曲のアルバムを録音する (giving up the fruitless search for decent contemporary material, he switched gears and recorded an album of old standards with top-grade jazz musicians)」というベンソンのメッセージだと評している。

## トラックリスト
| #  | タイトル                                                                   | 作詞・作曲                                                     | 時間 |
| -- | -------------------------------------------------------------------------- | -------------------------------------------------------------- | ---- |
| 1. | 「ユー・ドント・ノウ・ホワット・ラヴ・イズ / You Don't Know What Love Is」 | ドン・レイ、ジーン・デ・ポール                                 | 4:39 |
| 2. | 「星影のステラ / Stella By Starlight」                                     | ネッド・ワシントン、ヴィクター・ヤング                         | 5:13 |
| 3. | 「スターダスト / Stardust」                                                | ホーギー・カーマイケル、ミッチェル・パリッシュ                 | 6:02 |
| 4. | 「マンボ・イン / At The Mambo Inn」                                        | Fred Lincoln Guitry, Bobby Woodlen, Grace Sampson, Mario Bauza | 4:53 |
| 5. | 「ヒア・ゼア・アンド・エヴリホエア / Here, There And Everywhere」          | ジョン・レノン、ポール・マッカートニー                         | 5:04 |
| 6. | 「ジス・イズ・オール・アイ・アスク / This Is All I Ask」                   | ゴードン・ジェンキンス                                         | 5:35 |
| 7. | 「テンダリー / Tenderly」                                                  | ジャック・ローレンス、ウォルター・グロス                       | 3:05 |
| 8. | 「アイ・クッド・ライト・ア・ブック / I Could Write A Book」                | リチャード・ロジャース、ロレンツ・ハート                       | 4:00 |

## パーソネル
ミュージシャン 
- ジョージ・ベンソン – ギター (1-5, 7, 8)、ボーカル (1, 3-6, 8)
- マッコイ・タイナー – アコースティック・ピアノ (1-6, 8)
- ロン・カーター – ダブルベース (1-6, 8)
- ルイ・ヘイズ（英語版） – ドラムス (1, 6)
- ハーリン・ライリー（英語版） – ドラムス (2-5)
- アル・フォスター – ドラムス (8)
- レニー・カストロ – パーカッション (4, 5)
- マーティ・ペイチ – 管弦楽編曲

### 制作
- プロデューサー – トミー・リピューマ
- 録音エンジニア – エリオット・シェイナー（英語版）
- 追加録音 – ビル・シュネー、アル・シュミット（英語版）、スティーヴ・リンコフ (Steve Rinkoff)
- アシスタント・エンジニア – Peter Darmi, Troy Halderson, Roy Hendrickson, Joe Pirrera, Jim Shefler and Bart Stevens.
- ミックス – ビル・シュネー
- アシスタント・テクニシャン – Russ DeFilippis
- マスタリング・エンジニア – ダグ・サックス（英語版）、The Mastering Lab (Hollywood, California)
- Project Administrator – Lou Snead
- アートディレクター、デザイナー and Design – Ph. D
- 写真 – ハリス・サヴィデス
- マネジメント – Ken Fritz Management

## チャート
| チャート（1989年）           | 最高位 |
| ---------------------------- | ------ |
| アメリカ合衆国 Billboard 200 | 140    |
| アメリカ合衆国 Jazz Albums   | 1      |